# نيو زيلاند بريكرز
نيو زيلاند بريكرز (بالإنجليزية: New Zealand Breakers)‏ هو فريق كرة سلة نيوزيلندي تأسس في سنة 2003 يقع في أوكلاند. يلعب في الدوري الأسترالي لكرة السلة.

## وصلات خارجية
- الموقع الرسمي